# Schönarts

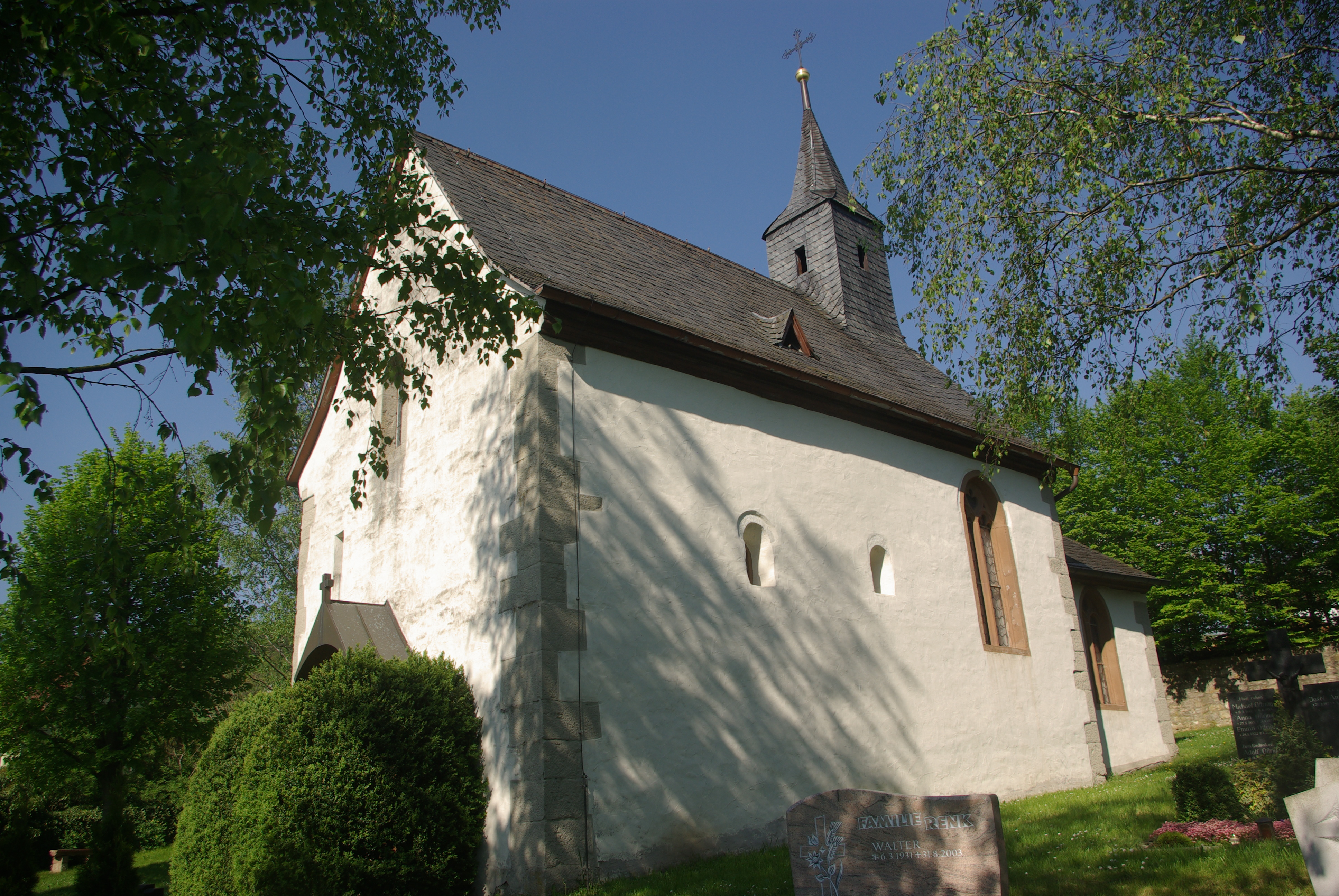
Schönarts Mai 2008 01

Schönarts ist ein Gemeindeteil der Gemeinde Eußenheim im unterfränkischen Landkreis Main-Spessart in Bayern.

## Geographie
Der Weiler liegt am rechten Ufer der Wern etwa auf 182 m ü. NHN bis 192 m ü. NHN in der Gemarkung Eußenheim an der Staatsstraße 2301 zwischen Eußenheim und Stetten. Der Weiler besteht (Stand 2018) aus sechs Anwesen.

## Baudenkmäler
- Katholische Filialkirche St. Ottilie: im Kern romanisch aus dem 12./13. Jahrhundert